# Ludvig Cæsar Martin Aubert
Ludvig Cæsar Martin Aubert, född den 30 mars 1807 i Kristiansand, död den 14 juni 1887, var en norsk filolog, son till Benoni Aubert, far till Ludvig Mariboe Benjamin och Andreas Aubert. 
Han blev 1832 lektor och var mellan 1840 och 1875 professor i latinsk filologi i Kristiania. Som universitetslärare inlade Aubert stora förtjänster, medan hans litterära verksamhet länge inskränkte sig till smärre och jämförelsevis fåtaliga grammatiska och textkritiska studier, som emellertid vittnar om skarpsinne och lärdom. Först 1874 utgav han ett större arbete, Den latinske verbalflexion, som rör sig på den jämförande språkvetenskapens område. Han var dessutom under en följd av år direktör för universitetets myntkabinett och gav ut en del numismatiska arbeten.